# Edda
Las Edda son compilaciones de historias relacionadas con la mitología nórdica.

## Contenido
Son partes fragmentarias de una antigua tradición escáldica de narración oral (actualmente perdida) que fue recopilada y escrita por eruditos que preservaron una parte de estas historias.
Las compilaciones son dos: la Edda prosaica (conocida también como Edda menor o Edda de Snorri) y la Edda poética (llamada asimismo Edda Mayor o Edda de Sædmund). Propiamente el título de Edda fue dado a los recientes por Snorri, pero luego aplicado a la poética.
En la Edda poética se recopilan poemas muy antiguos, de carácter mitológico y heroico, realizada por un autor anónimo hacia 1250.
La Edda de Snórri fue compuesta por Snorri Sturluson (1179–1241) hacia los años 1220 o 1225. No son poemas, sino que el texto está en prosa. Tiene muchas recomendaciones para poetas, ya que Snorri intentaba, con esa recopilación, ayudar a la formación de poetas en el estilo tradicional escáldico, una forma de poesía que data del siglo IX, muy popular en Islandia.
Existen algunas teorías referentes al origen del término Edda. Una teoría sostiene que es idéntica a la palabra que parece significar 'La gran abuela' (véase Ríg). Otra teoría argumenta que Edda significa 'Poética'. Una tercera teoría afima que significa 'El libro de Oddi', donde Oddi es el lugar en que Snorri Sturluson fue educado, aunque este último origen es rechazado por algunos lingüistas, como Anatoly Liberman.
La primera traducción de los Eddas al español la realizó Ángel de los Ríos en 1856, con ayuda de una versión francesa. Existen traducciones recientes de Luis Lerate y Enrique Bernárdez.